# Рогатые чесночницы
Рогатые чесночницы (лат. Megophryidae) — семейство бесхвостых земноводных, обитающих в Азии.

## Описание
Отличаются камуфляжной окраской, особенно виды, живущие в лесах. В частности, многие виды зачастую выглядят как сухие листья. Размеры представителей семейства колеблются от 2 до 12,5 см. Головастики чрезвычайно разнообразны по форме, обитают в различных водоёмах, чаще всего в прудах и ручьях.

## Распространение
Ареал семейства распространяется от Пакистана и западного Китая на восток до Филиппин и Больших Зондских островов.

## Классификация
На октябрь 2023 года в семейство включают 6 родов и 230 видов:
- Leptobrachella Smith, 1925 — Индонезийские чесночницы (71 вид)
- Leptobrachium Tschudi, 1838 — Тонкорукие чесночницы (36 видов)
- Megophrys Kuhl & Van Hasselt, 1822 — Рогатые чесночницы (83 вида)

- Oreolalax Myers & Leviton, 1962 (18 видов)

- Oreolalax chuanbeiensis Tian, 1983 — Скрытоухий латник
- Oreolalax granulosus Fei, Ye, and Chen, 1990
- Oreolalax jingdongensis Ma, Yang, and Li, 1983 — Юньнаньский латник
- Oreolalax liangbeiensis Liu and Fei, 1979 — Светлобрюхий латник
- Oreolalax lichuanensis Hu and Fei, 1979 — Крапчатобрюхий латник
- Oreolalax major (Liu and Hu, 1960) — Большой латник
- Oreolalax multipunctatus Wu at al., 1993
- Oreolalax nanjiangensis Fei and Ye, 1999
- Oreolalax omeimontis (Liu and Hu, 1960) — Складчатый латник
- Oreolalax pingii (Liu, 1943) — Рыжевато-бурый латник
- Oreolalax popei (Liu, 1947) — Жёлто-бурый латник
- Oreolalax puxiongensis Liu and Fei, 1979 — Шероховатый латник
- Oreolalax rhodostigmatus Hu and Fei, 1979 — Красноногий латник
- Oreolalax rugosus (Liu, 1943) — Бугорчатый латник
- Oreolalax schmidti (Liu, 1947) — Бурый латник
- Oreolalax sterlingae Nguyen at al., 2013
- Oreolalax weigoldi (Vogt, 1924)
- Oreolalax xiangchengensis Fei and Huang, 1983 — Сычуаньский латник

- Pelobatrachus Beddard, 1908 "1907" (7 видов)[6][7][8]
- Scutiger Theobald, 1868 — Латники (22 вида)

## Галерея

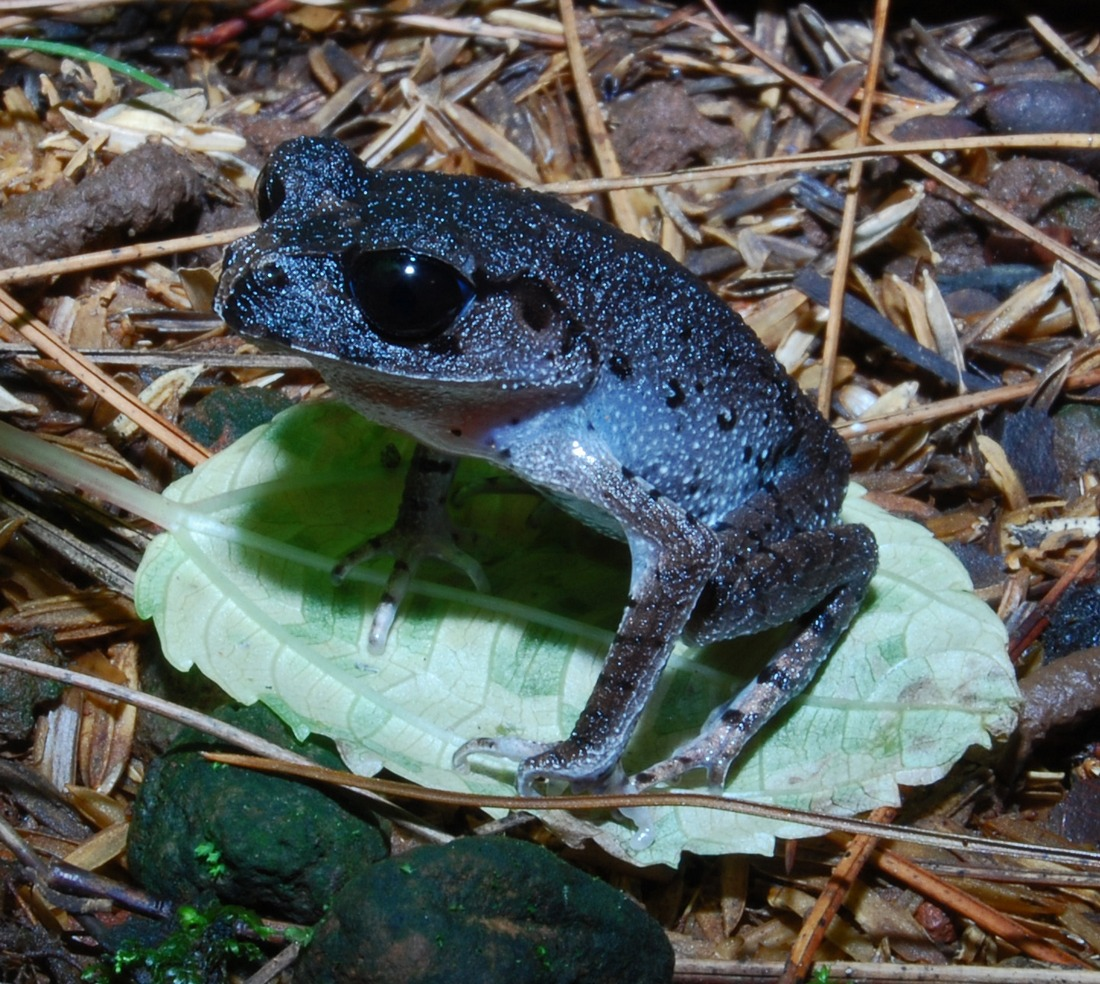
Тонкорукая чесночница
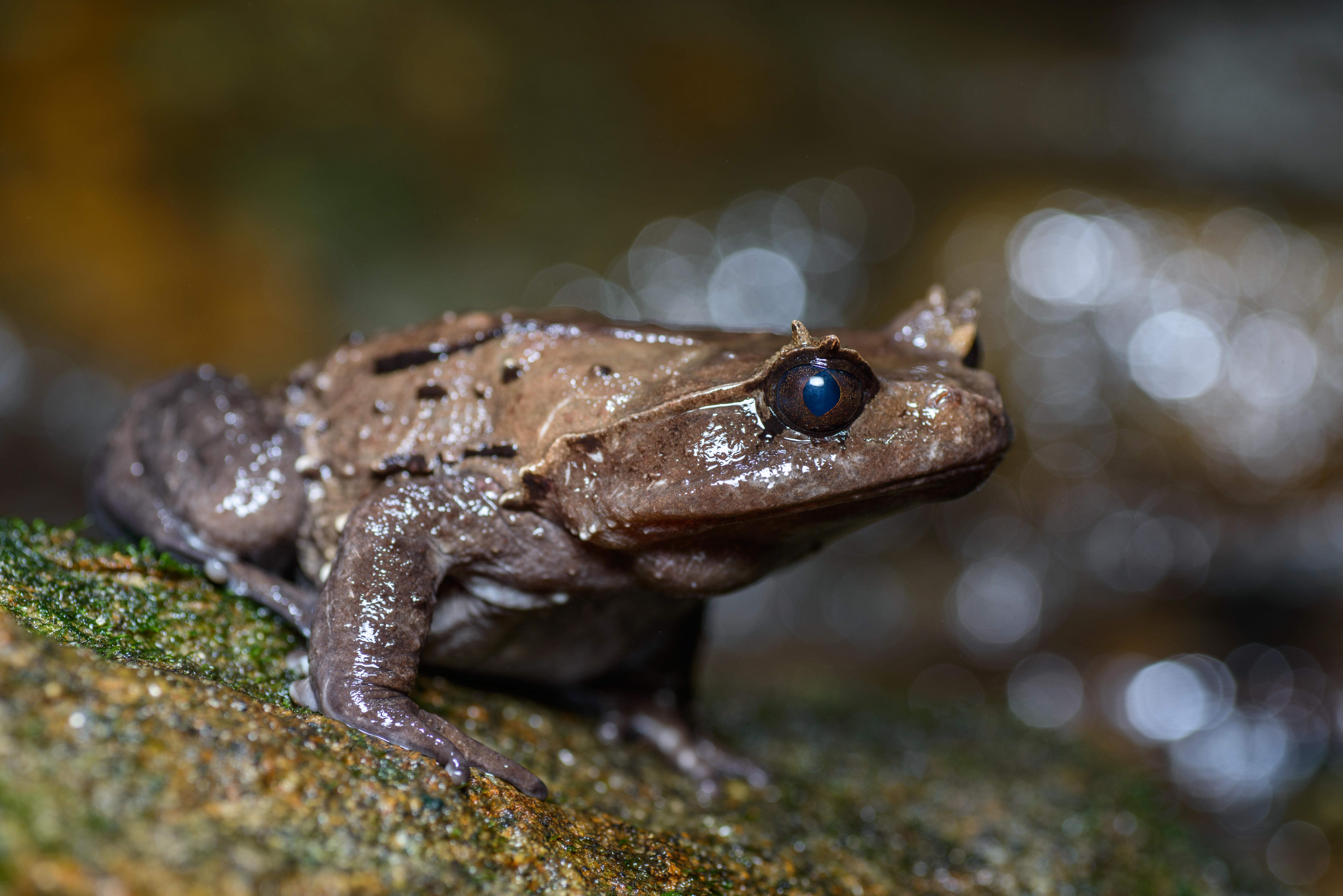
Коротконогая чесночница
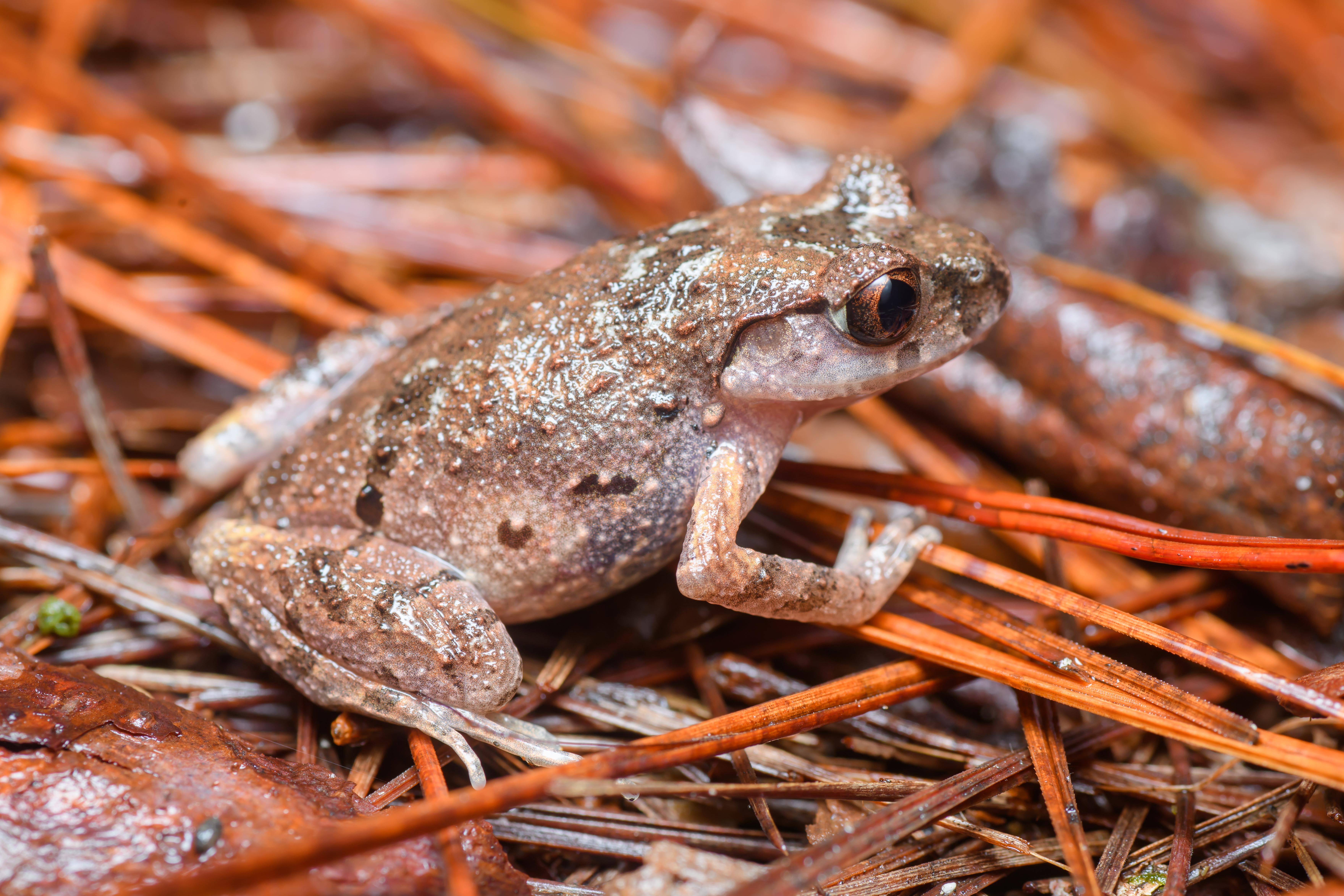
Leptolalax minimus
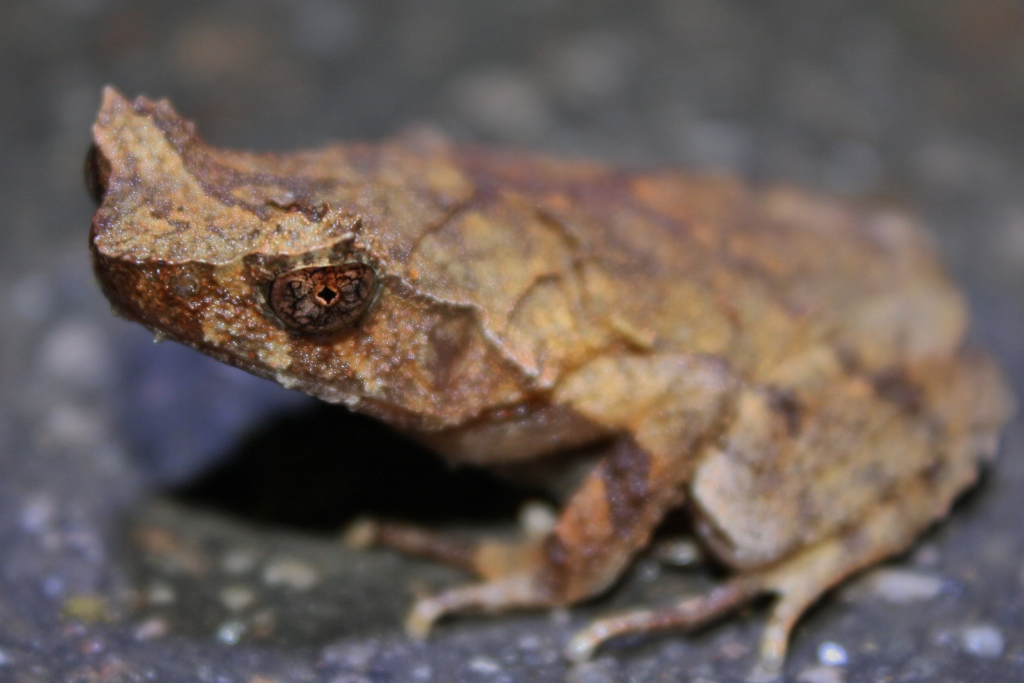
Megophrys brachykolos
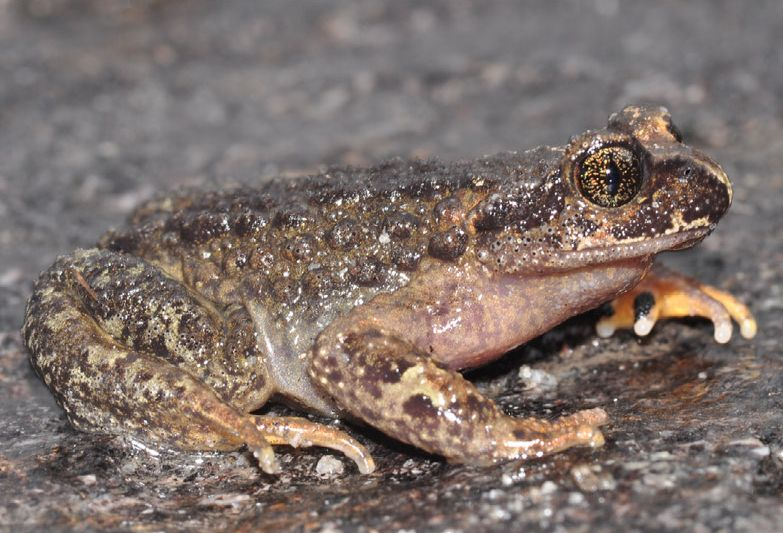
Сиккимский латник
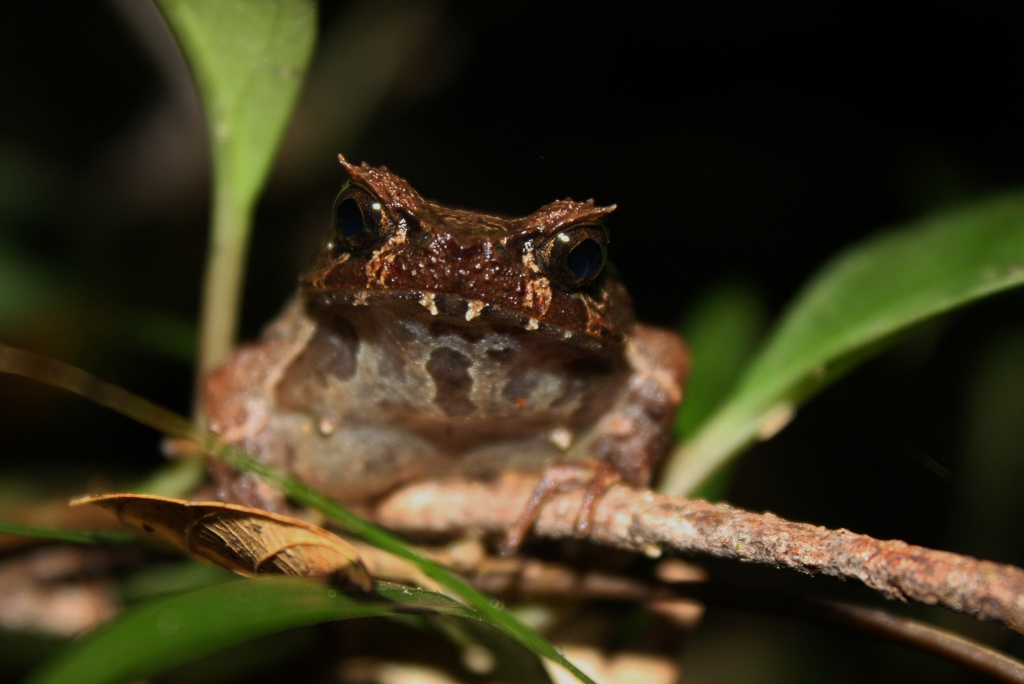
Каменистая чесночница